# Княгиня Мария-Луиза (булевард в София)
Вижте пояснителната страница за други значения на Мария Луиза.
„Княгиня Мария-Луиза“, наричан за кратко „Мария-Луиза“, е централен булевард в София.
Разпростира се от Надлез „Надежда“ до булевард „Витоша“ (който е негово продължение в посока към НДК), преминавайки и по един от известните мостове в града – Лъвов мост. Булевардът е наречен на Мария-Луиза Бурбон-Пармска, съпругата на княз Фердинанд I. В годините на Народна република България булевардът се казва „Георги Димитров“.
На „Княгиня Мария Луиза“ и в района около него се намират много от забележителностите на София. По самия булевард са разположени Централните софийски хали, Централният универсален магазин, църквата „Света Неделя“, джамията „Баня баши“, хотел „София Хотел Балкан“.
В района на булеварда се намират много други забележителности и институции в София като Президентството, Министерския съвет, сградата с офисите на народните представители (бившият Партиен дом), покрититият с жълти павета площад „Княз Александър Първи“ и др.